# Pyrilla protuberans
Pyrilla protuberans är en insektsart som beskrevs av Stål 1859. Pyrilla protuberans ingår i släktet Pyrilla och familjen Lophopidae. Inga underarter finns listade i Catalogue of Life.